# Jacob Masen
Jacob Masen (au nom latinisé en Masenius), né le 23 septembre 1606 à Rheindahlen (duché de Juliers) et décédé le 27 septembre 1681 à Cologne, est un prêtre jésuite allemand, historien, dramaturge et théologien.

## Biographie
Né le 23 septembre 1606, à Rheindahlen, dans le duché de Juliers, le jeune Jacob fit ses études au 'collège des Trois Couronnes', à Cologne. Il est admis dans la Compagnie de Jésus le 14 mai 1629 et fait son noviciat à Trèves. Sa formation spirituelle et académique terminée, il enseigne les belles-lettres dans les collèges jésuites de Emmerich, Aix-la-Chapelle, Munster et finalement Cologne. C'est à Cologne qu'il passe la plus grande partie de sa carrière d'enseignant. Il y a beaucoup de succès. Outre l'enseignement le père Masen écrit des poésies et compose des pièces pour le théâtre jésuite, dirige la congrégation mariale et exerce un apostolat plus large comme prédicateur à Paderborn, Trèves et Cologne même. Comme historien, il revoit et réécrit l'histoire de la ville et diocèse de Trèves. Il meurt à Cologne le 27 septembre 1681.

## Œuvres
Polyvalent le père Jacob Masen était extrêmement laborieux, et employait tous ses loisirs à la lecture, ou à la rédaction de ses ouvrages. Il en a composé un grand nombre, ascétiques, polémiques, historiques et littéraires, dont la liste se trouve dans la Biblioth. Coloniensis du Père Hartzei (p.147 et suiv). On est fort surpris, au premier coup-d’œil, de n’y pas voir le titre de la Sarcotis, poème sur lequel repose aujourd’hui la notoriété de Masenius ; mais cet ouvrage fait partie d’un recueil intitulé : Palæstra eloquentiæ alligatæ tribus partibus, etc. Cologne, 1654, 1661, 3 vol. in-12. Le premier contient les préceptes de la poétique ; le second, des exemples dans les genres élégiaque, héroïque et lyrique; et le troisième, des essais dans le genre dramatique. C’est dans le second volume qu’on trouve la Sarcotis : ce poème, dont on ne prétend point rabaisser le mérite, serait encore aussi inconnu de la plupart des lecteurs que le reste des ouvrages de Masenius , si William Lauder, critique écossais, ne se fût avisé de soutenir que Milton y avait puisé l’idée du Paradis perdu, et qu’il en avait imité ou traduit les plus beaux morceaux. Cette accusation fit grand bruit. Lander la soutint, en publiant la Sarcotis, d’après un prétendu manuscrit qu’il disait avoir reçu de Louvain ; il y joignit d’autres ouvrages dont le sujet a quelque rapport avec celui du poème de Milton, et en forma un recueil intitulé : Delectus sacrorum auctorum Miltono facem prælucentium (Londres, 1753, in-8°) : cependant les littérateurs anglais parvinrent à se procurer les éditions originales de la Sarcotis, et ils démontrèrent que Lauder, pour appuyer l’accusation de plagiat, avait intercalé dans la sienne un grand nombre de vers tirés d’une traduction latine du Paradis perdu. Lander fut obligé d’avouer la fouiberie qu’il avait employée, et resta couvert de confusion : mais la dispute avait attiré l’attention de tous les littérateurs ; et l’abbé Dinouart jugea la circonstance favorable pour publier, en 1757, une nouvelle édition de la Sarcotis, d’après celle de 1661 : il y ajouta les lettres insérées dans le Journal étranger et dans les Mémoires de Trévoux, sur le prétendu plagiat de Milton, et une traduction française qu’il intitula la Sarcothée ; ce joli volume, sorti des presses des Barbou, est recherché des curieux.
Le poème de Masenius, divisé en cinq livres, renferme l’histoire de la désobéissance d’Adam et d’Ève, leur expulsion du paradis terrestre et le tableau des malheurs du genre humain, causés par l’orgueil, qui donne naissance à tous les vices. Masenius n’avait pas songé à faire un poème épique ; ainsi il ne faut pas chercher de plan dans son ouvrage ; mais, en le regardant comme une suite de descriptions dans le genre héroïque, on en trouvera quelques-unes d’assez belles pour justifier le succès tardif de l’ouvrage, sans être obligé de le rejeter sur la malignité humaine, toujours disposée à encourager la médiocrité et à rabaisser les grands écrivains. La traduction française de Dinouart ne peut donner qu’une idée bien imparfaite du poème de Masenius, dont le style, formé sur celui des anciens, fait, pour ainsi dire, tout le mérite. La Sarcotis a été réimprimée, avec un second poème du même auteur : Caroli V, imperatoris, Panegyris, Paris, Barbou, 1771, in-12. André Joseph Ansart a donné une traduction de L’Éloge de Charles Quint, avec le texte, Paris, 1774 in-8°. Les ouvrages polémiques de Masenius, entièrement oubliés aujourd’hui, lui attirèrent des disputes assez vives avec quelques théologiens protestants.
Parmi ses autres écrits on se contentera de citer :
- Palæstra oratoria præceptis et exemplis veterum instructa, Cologne, 1706.
- Palæstra styli romani, cum brevi græcarum et romanarum antiquitatum compendio, ibid. 1659, in-8° ; ibid., 1710.
- Anima historiæ hujus temporis, hoc est, historia Caroli V et Ferdinandi I, ibid. 1672 ; ibid. 1709 , in-4°. Cette histoire passe pour être judicieuse et bien écrite (V. les Mémoires de Trévoux, 1709, juillet, p.1670).
- Epitome annalium Trevirensium ah exordio ad annum 1652, Trèves, in-8°. C’est un abrégé des Annales de Christoph Brouwer, dont Masenius publia, en 1670, une seconde édition augmentée des trois derniers livres, mais sans pouvoir effacer la première qui sera toujours recherchée par les curieux.